# Mondoy
Mondoy (llamada oficialmente Santa Cruz de Mondoi) es una parroquia española del municipio de Oza-Cesuras, en la provincia de La Coruña, Galicia.

## Entidades de población
Entidades de población que forman parte de la parroquia:
- Pena (A Pena)
- Mende
- Roibeira
- Santa Cruz
- Mondoi

## Demografía
| Gráfica de evolución demográfica de Mondoy entre 2000 y 2019 |
|                                                              |
| Datos según el nomenclátor publicado por el INE.             |